# Andrea Evers
Andrea Walburga Maria Evers (Arnsberg, 7 februari 1967 – 4 augustus 2025) was een Duits-Nederlandse gezondheidszorgpsycholoog en hoogleraar aan de Universiteit Leiden. Zij kreeg in 2019 een hoge wetenschappelijke onderscheiding, de Stevinpremie, voor haar baanbrekend onderzoek naar het placebo-effect.
Evers toont aan dat bewuste en onbewuste verwachtingen de werking van medicijnen en behandelingen, zowel positief als negatief, kunnen beïnvloeden. Daarom kunnen de uitkomsten van medicijnonderzoek zo van elkaar verschillen. De communicatie met de patiënt over zijn ziekte speelt, volgens haar, ook een belangrijke rol in het genezingsproces.

## Biografie
De in Duitsland geboren Evers genoot haar opleiding aan de Universiteit Bielefeld en de Universiteit van Amsterdam waar ze in 1994 afstudeerde in de klinische psychologie en methoden voor gedragsverandering. Hierna volgde ze een opleiding als therapeut aan de Radboud Universiteit te Nijmegen. In 2003 promoveerde Evers cum laude op een studie naar psychologische determinanten en de behandeling bij reumatoïde artritis. In haar onderzoek richt ze zich met name op de invloed van psychologische factoren op lichamelijke klachten en aandoeningen, en dan specifiek de placebo- en nocebo-effecten bij chronische klachten. Hieruit ontwikkelde ze internetthearapieën (E-health, E-coaching) en zelfhulptools voor patiënten.
In 2011 werd Evers benoemd tot hoogleraar psychologie van somatische aandoeningen aan de Radboud Universiteit. Twee jaar later werd ze hoogleraar gezondheidspsychologie in Leiden. In 2019 werd Evers gekozen tot lid van de Koninklijke Nederlandse Akademie van Wetenschappen, nadat ze vanaf 2013 lid was geworden van de De Jonge Akademie.
Evers overleed op 4 augustus 2025 op 58-jarige leeftijd.

## Wetenschappelijk werk
Tijdens haar gehele wetenschappelijke loopbaan richtte Evers zich met name op het placebo-effect. Placebo is de verwachting van een patiënt ten opzichte van een medicijn en het effect van de medicatie op het lichaam niet alleen toe te schrijven is aan de werkzame stof. Zo kan het zijn dat het medicijn in het verleden goed werkte en dat je het opnieuw inneemt in de verwachting dat het opnieuw zijn werk zal doen.
Uit onderzoek van Evers blijkt, dat in het lichaam bepaalde stoffen worden aangemaakt, wanneer daarvoor in het brein een (geconditioneerde) prikkel is afgegeven. Zo is bekend dat bij psoriasis patiënten die eerst een bepaalde periode ontstekingsremmers krijgen, op den duur het lichaam zelf deze stoffen gaat aanmaken. Daardoor zijn op den duur kleinere hoeveelheden medicijnen noodzakelijk. Bij zware depressies loont het om reguliere anti-depressiva voor te schrijven, maar, volgens Evers, bij licht depressieve klachten sorteren placebo-medicijnen ook effect.
Wat je doet en denkt heeft invloed op je gezondheid. Evers pleit ervoor om je gedrag in te zetten om je minder ziek te voelen. Daarbij moet de behandelaar rekening houden met psychologische factoren, zoals stress, die lichamelijke reacties (kunnen) veroorzaken. Door in te spelen op de verwachting die een patiënt heeft over een specifieke behandeling kan dit in positieve zin doorwerken op het resultaat. Uit het onderzoek van Evers blijkt dat het gebruik van placebo kan leiden tot aantoonbare vermindering van klachten als pijn en vermoeidheid.

## Conditionering
Andrea Evers onderstreept dat het placebo ten nauwste samenhangt met iemands conditionering. Vanaf het begin van hun leven leren mensen zich aan te passen aan hun omgeving. Bij conditionering wijzig je je gedrag nadat je bent blootgesteld aan een bepaalde (positieve of negatieve) prikkel. Op grond van je eerst opgedane indrukken in je jeugd liggen bepaalde zaken, als een reflex, vastgelegd in het brein. Tijdens een lezing voor de Vereniging tegen de Kwakzalverij liet Evers een YouTube-video zien, waaruit blijkt dat niet alleen mensen, maar ook dieren makkelijk te conditioneren zijn, in dit geval twee katten.
Tijdens diezelfde lezing legde zij ook uit dat communicatie grote invloed op het ziekteproces heeft. Een patiënt zit in de spreekkamer van een arts en krijgt uitleg over de aandoening. Wat de dokter zegt wordt snel voor waar aangenomen, want hij is een autoriteit op zijn gebied. Het maakt dus uit, hoe hij de informatie geeft. Wanneer iemand te horen krijgt, dat hij, gedurende de ingreep "kortstondig een stekende pijn zal ervaren", wekt dat andere verwachtingen dan de mededeling "dat er een lokale pijnstiller wordt toegediend, waardoor je je tijdens de hele ingreep comfortabel zult voelen."
Mensen reageren sterk op het woord pijn, zo zag Evers tijdens haar onderzoek. Wanneer bloed werd afgenomen zag ze een duidelijke toename van het stresshormoon cortisol en ook het immuunsysteem reageerde zwakker.
Ook de informatie die je opzoekt op het internet over ziektes of op de bijsluiter bij medicijnen is medebepalend voor de hoeveelheid klachten die je ervaart. Bij een ander onderzoek zag Evers dat patiënten die chemotherapie moesten ondergaan, en vooraf uitvoerig werden voorgelicht over mogelijke bijwerkingen, later ook die bijwerkingen rapporteerden. Ze benadrukt daarom, dat het van belang is aan de patiënt vooraf te vragen, hoeveel informatie hij wil hebben.
Begin oktober 2019 ontving Andrea Evers de Stevinpremie, naast de Spinozapremie, de hoogste onderscheiding die de Nederlandse wetenschap kent. Het gaat om een bedrag van 2,5 miljoen euro, die besteed dient te worden aan wetenschappelijk onderzoek. De jury verwacht dat het werk van Evers op het gebied van het placebo-effect grote impact op de gezondheidszorg kan hebben.